# Microsorum thailandicum
Microsorum thailandicum är en stensöteväxtart som beskrevs av Boonkerd och Noot. Microsorum thailandicum ingår i släktet Microsorum och familjen Polypodiaceae. Inga underarter finns listade.